# Lokomotiva Tomáš: Velký závod
Lokomotiva Tomáš: Velký závod je britský animovaný film z roku 2016. Režisérem filmu je duo David Stoten. Hlavní role ve filmu ztvárnil Mark Moraghan.

## Recenze
- ČSFD – 67 %

## České znění
| Bohuslav Kalva     | vypravěč, James             |
| Vojtěch Hájek      |                             |
| Tomáš Juřička      |                             |
| Libor Terš         |                             |
| Radovan Vaculík    |                             |
| Jakub Saic         |                             |
| Radoslava Stupková |                             |
| Šárka Vondrová     |                             |
| Klára Šumanová     |                             |
| Jan Maxián         | Tomáš, Henry, Filip a James |
| Zbyšek Pantůček    | Gordon a Diesel             |
| Vojtěch Hájek      | Duck                        |

Režie – Klára Šumanová. České znění vyrobilo Studio Bär dabing pro Televizní studio Minimax v roce 2016.